# Erula
Erula es una localidad y comune italiana de la provincia de Sassari, región de Cerdeña, con 787 habitantes.

## Evolución demográfica
| Gráfica de evolución demográfica de Erula entre 1861 y 2001 |
|                                                             |
| Fuente ISTAT - elaboración gráfica de Wikipedia             |